# Liste der Kulturdenkmale in Reform (Magdeburg)
In der Liste der Kulturdenkmale in Reform sind alle Kulturdenkmale des zur Stadt Magdeburg gehörenden Stadtteils Reform aufgelistet. Grundlage ist das Denkmalverzeichnis des Landes Sachsen-Anhalt, das auf Basis des Denkmalschutzgesetzes vom 21. Oktober 1991 erstellt und seither laufend ergänzt wurde (Stand: 31. Dezember 2020). 

## Kulturdenkmale
| Lage | Bezeichnung                                        | Beschreibung | Erfassungs- nummer | Ausweisungsart | Bild                                               |
| --- | -------------------------------------------------- | --- | ------------------ | -------------- | -------------------------------------------------- |
| Asternweg 1–4, Birnenweg 1–3, Brenneckestraße 3–5, Bunter Weg 1–7, 8a, 8–12, Dahlienweg 1–14, Fliederweg 1–8, Heckenweg 1–8, Lilienweg 1–126, 128, 130, Maienhof 1–3, Nelkenweg 1–13, Paracelsusstraße 1b–c, Verlorener Grundstein 1–4, Zur Siedlung Reform 1–15 (Karte) | Siedlung „Gartenstadt-Kolonie Reform“ (Alt-Reform) | Die Siedlung Reform wurde von 1911 bis 1933 erbaut, sie war eine der ersten Gartenstädte Deutschlands. Bauherr war die Genossenschaft „Gartenstadt-Kolonie GWG Reform“. Ab 1913 führte die Planung Bruno Taut, der gleichzeitig die Gartenstadt Falkenberg plante. | 094 71004          | Baudenkmal     | Siedlung „Gartenstadt-Kolonie Reform“ (Alt-Reform) |
| Kirschweg (Karte) | Fort II                                            | Festungsbauwerk Fort II der Festung Magdeburg, am 25. Juli 2015 als Denkmal ausgewiesen, nur in geringen Resten erhalten | 107 65005          | Baudenkmal     | Weitere Bilder                                     |
| Kirschweg, Leipziger Chaussee (Karte) | Tankstelle Kirschweg Ecke Leipziger Chaussee       | Die Tankstelle wurde im Jahr 1936 erbaut. | 094 71038          | Baudenkmal     | Weitere Bilder                                     |
| Louis-Braille-Straße 5, 6, 7, 8, 9, 10, 11, 12, 13, 14 (Karte) | Häusergruppe Louis-Braille-Straße 5–14             | Häusergruppe 1921/22 als Werkswohnungen des Krupp-Gruson-Werkes errichtete Häusergruppe | 094 70273          | Denkmalbereich | Häusergruppe Louis-Braille-Straße 5–14             |
| Paracelsusstraße 12 (ehemals 1a) (Karte) | Wohnhaus Paracelsusstraße 12                       | Wohnhaus Das villenähnliche Wohnhaus wurde 1922 erbaut. | 094 71172          | Baudenkmal     | Wohnhaus Paracelsusstraße 12                       |

## Legende
In den Spalten befinden sich folgende Informationen:
- Lage: Nennt den Straßennamen und wenn vorhanden die Hausnummer des Kulturdenkmals. Die Grundsortierung der Liste erfolgt nach dieser Adresse. Der Link „Karte“ führt zu verschiedenen Kartendarstellungen und nennt die geographischen Koordinaten.
Link zu einem Kartenansichtstool, um Koordinaten zu setzen. In der Kartenansicht sind Baudenkmale ohne Koordinaten mit einem roten bzw. orangen Marker dargestellt und können in der Karte gesetzt werden. Baudenkmale ohne Bild sind mit einem blauen bzw. roten Marker gekennzeichnet, Baudenkmale mit Bild mit einem grünen bzw. orangen Marker.
- Offizielle Bezeichnung: Nennt den Namen, die Bezeichnung oder zumindest die Art des Kulturdenkmals und verlinkt, soweit vorhanden, auf den Artikel zum Objekt.
- Beschreibung: Nennt bauliche und geschichtliche Einzelheiten des Kulturdenkmals, vorzugsweise die Denkmaleigenschaften.
- Erfassungsnummer: Für jedes Kulturdenkmal wird in Sachsen-Anhalt eine 20stellige Erfassungsnummer vergeben. Die letzten zwölf Ziffern werden für die Untergliederung nach Teilobjekten genutzt und werden nur angegeben, soweit vergeben. In dieser Spalte kann sich folgendes Icon  befinden, dies führt zu Angaben zu diesem Baudenkmal bei Wikidata.
- Ausweisungsart: Die Einordnung des Denkmales nach § 2 Abs. 2 DenkmSchG LSA
- Bild: Ein Bild des Denkmales, und gegebenenfalls einen Link zu weiteren Fotos des Kulturdenkmals im Medienarchiv Wikimedia Commons. Wenn man auf das Kamerasymbol klickt, können Fotos zu Kulturdenkmalen aus dieser Liste hochgeladen werden: